# Liga Premier de Bosnia y Herzegovina 2013-14
La temporada 2013-14 de la Premijer Liga (Premijer Liga BH Telecom por motivos de patrocinio) fue la decimocuarta temporada desde su establecimiento original en 2000 y la decimosegunda como liga en todo el país unificado. La temporada comenzó el 27 de julio de 2013 y finalizó el 10 de mayo de 2014, con un receso inviernal entre el 2 de diciembre de 2013 y el 1 de marzo de 2014. Al final de la temporada el club Zrinjski Mostar conquistó su tercer título en la liga.

## Formato
Un total de 16 equipos disputarán la liga, con 14 equipos de la temporada 2012-13 y un club ascendido de cada una de las dos ligas de segundo nivel, el Vitez de la Primera División de la Federación de Bosnia y Herzegovina 2012-13 y el FK Mladost Velika Obarska de la Primera División de la República Srpska 2012-13, que reemplazaron a los descendidos Gradina y GOŠK.
Los dieciséis equipos participantes jugaron entre sí todos contra todos dos veces totalizando 30 partidos cada uno, al término de la fecha 30 el primer clasificado obtuvo un cupo para la segunda ronda de la Liga de Campeones 2014-15, mientras que el segundo y tercer clasificado obtuvieron un cupo para la primera ronda de la Liga Europa 2014-15; por otro lado los dos últimos clasificados descendieron a la Prva Liga FBiH 2014-15 o a la Prva Liga RS 2014-15.
Un tercer cupo para la segunda ronda de la Liga Europa 2014-15 es asignado al campeón de la Copa de Bosnia y Herzegovina.

## Equipos de la temporada 2013-14
| Club                   | Ciudad           | Estadio                       | Aforo  |
| ---------------------- | ---------------- | ----------------------------- | ------ |
| Borac                  | Banja Luka       | Gradski Stadion, Banja Luka   | 9.730  |
| Čelik Zenica           | Zenica           | Bilino Polje                  | 15.292 |
| Leotar Trebinje        | Trebinje         | Police                        | 8.550  |
| Mladost Velika Obarska | Velika Obarska   | Gradski, Velika Obarska1      | 1.000  |
| Olimpik Sarajevo       | Sarajevo         | Otoka                         | 3.000  |
| Radnik Bijeljina       | Bijeljina        | Gradski stadion, Bijeljina    | 6.000  |
| Rudar Prijedor         | Prijedor         | Gradski Stadion, Prijedor     | 5.000  |
| Sarajevo               | Sarajevo         | Asim Ferhatović Hase (Kosevo) | 35.630 |
| Široki Brijeg          | Široki Brijeg    | Pecara                        | 5.628  |
| Slavija                | Istočno Sarajevo | SRC Slavija                   | 6.000  |
| Travnik                | Travnik          | Pirota                        | 3.200  |
| Velež Mostar           | Mostar           | Vrapčići                      | 5.294  |
| Vitez                  | Vitez            | Gradski Stadion, Vitez2       | 3.000  |
| Željezničar            | Sarajevo         | Grbavica                      | 16.100 |
| Zrinjski Mostar        | Mostar           | Bijeli Brijeg                 | 20.000 |
| Zvijezda               | Gradačac         | Banja Ilidža                  | 5.000  |

## Tabla de posiciones
| Pos. | Equipo                 | Pts. | PJ | G  | E  | P  | GF | GC | Dif. | Clasificación y descenso 2014-15      |
| ---- | ---------------------- | ---- | -- | -- | -- | -- | -- | -- | ---- | ------------------------------------- |
| 1    | Zrinjski Mostar (C)    | 61   | 30 | 18 | 7  | 5  | 56 | 21 | +35  | Segunda ronda de la Liga de Campeones |
| 2    | Široki Brijeg          | 59   | 30 | 17 | 8  | 5  | 66 | 23 | +43  | Primera ronda de la Liga Europa       |
| 3    | Sarajevo               | 58   | 30 | 16 | 10 | 4  | 45 | 21 | +24  | Segunda ronda de la Liga Europa       |
| 4    | Željezničar            | 57   | 30 | 16 | 9  | 5  | 51 | 29 | +22  | Primera ronda de la Liga Europa       |
| 5    | Velež Mostar           | 54   | 30 | 15 | 9  | 6  | 42 | 23 | +19  |                                       |
| 6    | Borac                  | 45   | 30 | 13 | 6  | 11 | 39 | 22 | +17  |                                       |
| 7    | Cellik Zenica          | 43   | 30 | 10 | 13 | 7  | 35 | 32 | +3   |                                       |
| 8    | Olimpik Sarajevo       | 41   | 30 | 10 | 11 | 9  | 39 | 30 | +9   |                                       |
| 9    | Vitez                  | 36   | 30 | 10 | 6  | 14 | 34 | 39 | −5   |                                       |
| 10   | Radnik Bijeljina       | 36   | 30 | 10 | 6  | 14 | 34 | 50 | −16  |                                       |
| 11   | Mladost Velika Obarska | 33   | 30 | 8  | 9  | 13 | 24 | 38 | −14  |                                       |
| 12   | Travnik                | 31   | 30 | 7  | 10 | 13 | 31 | 44 | −13  |                                       |
| 13   | Slavija Sarajevo       | 31   | 30 | 9  | 7  | 14 | 27 | 43 | −16  |                                       |
| 14   | Zvijezda               | 31   | 30 | 9  | 4  | 17 | 25 | 49 | −24  |                                       |
| 15   | Rudar Prijedor         | 27   | 30 | 5  | 12 | 13 | 24 | 39 | −15  | Descenso a Prva Liga RS 2014-15       |
| 16   | Leotar Trebinje        | 9    | 30 | 2  | 3  | 25 | 11 | 70 | −59  | Descenso a Prva Liga RS 2014-15       |

Actualizado a los partidos jugados el 10 de mayo de 2014.
 Fuente: Soccerway
Notas:
1. ↑  Tras ganar la Copa de Bosnia y Herzegovina el Sarajevo recibe un cupo para la segunda ronda de la Liga Europea 2014-15.
2. ↑  Slavija Sarajevo se le descontaron 3 puntos

## Resultados
| Local \ Visitante      | BOR | CEL | LEO | MLA | OLI | RAD | RUD | SAR | SIR | SLA | TRA | VEL | VIT | ZEL | ZRI | ZVI |
| ---------------------- | --- | --- | --- | --- | --- | --- | --- | --- | --- | --- | --- | --- | --- | --- | --- | --- |
| Borac                  | —   | 0–0 | 1–0 | 0–1 | 0–1 | 2–0 | 3–0 | 0–0 | 2–2 | 2–0 | 2–3 | 0–0 | 1–0 | 2–1 | 2–0 | 1–2 |
| Cellik Zenica          | 1–1 | —   | 3–0 | 4–1 | 2–2 | 2–0 | 4–1 | 1–0 | 0–2 | 2–0 | 1–1 | 0–0 | 0–0 | 2–2 | 3–2 | 3–1 |
| Leotar Trebinje        | 0–5 | 1–2 | —   | 1–1 | 0–2 | 1–2 | 0–1 | 1–2 | 0–4 | 2–0 | 0–2 | 0–4 | 0–0 | 0–3 | 0–2 | 1–0 |
| Mladost Velika Obarska | 2–3 | 0–0 | 2–0 | —   | 1–0 | 0–1 | 2–0 | 0–2 | 0–0 | 2–0 | 0–0 | 1–1 | 2–0 | 0–4 | 0–2 | 2–0 |
| Olimpik Sarajevo       | 1–1 | 0–0 | 4–0 | 2–1 | —   | 3–0 | 1–0 | 0–2 | 0–0 | 6–0 | 1–1 | 0–1 | 1–0 | 1–4 | 1–2 | 2–3 |
| Radnik Bijeljina       | 1–2 | 0–0 | 3–0 | 0–2 | 2–1 | —   | 2–0 | 1–2 | 1–1 | 2–0 | 1–0 | 0–2 | 2–1 | 0–0 | 1–3 | 1–1 |
| Rudar Prijedor         | 1–2 | 1–1 | 2–2 | 0–0 | 0–1 | 1–1 | —   | 0–0 | 0–0 | 0–1 | 1–0 | 2–1 | 2–1 | 1–1 | 0–2 | 3–0 |
| Sarajevo               | 0–3 | 3–0 | 3–0 | 0–0 | 1–1 | 3–2 | 3–2 | —   | 1–2 | 3–0 | 3–1 | 2–1 | 4–0 | 0–0 | 1–0 | 3–0 |
| Široki Brijeg          | 3–0 | 2–0 | 3–0 | 6–0 | 0–0 | 4–0 | 3–3 | 2–0 | —   | 1–0 | 5–1 | 3–0 | 2–0 | 3–2 | 1–1 | 6–0 |
| Slavija Sarajevo       | 2–0 | 0–0 | 3–0 | 3–0 | 2–0 | 2–5 | 1–1 | 0–0 | 4–2 | —   | 1–0 | 0–2 | 1–0 | 1–1 | 0–2 | 3–1 |
| Travnik                | 1–2 | 2–0 | 1–0 | 1–1 | 2–2 | 2–2 | 2–0 | 2–3 | 1–0 | 1–1 | —   | 0–0 | 1–1 | 1–2 | 1–1 | 3–1 |
| Velež Mostar           | 3–0 | 0–2 | 3–0 | 0–0 | 1–1 | 5–2 | 1–0 | 0–0 | 0–3 | 2–1 | 1–0 | —   | 1–0 | 4–2 | 1–0 | 1–1 |
| Vitez                  | 3–1 | 1–1 | 2–0 | 2–1 | 2–1 | 3–0 | 1–1 | 0–2 | 2–1 | 3–0 | 3–0 | 1–5 | —   | 0–1 | 1–1 | 3–1 |
| Željezničar            | 1–0 | 3–0 | 4–1 | 2–1 | 1–1 | 2–2 | 3–1 | 1–1 | 0–3 | 0–0 | 2–0 | 1–0 | 3–1 | —   | 2–1 | 1–0 |
| Zrinjski Mostar        | 2–1 | 4–0 | 2–0 | 2–0 | 1–1 | 5–0 | 0–0 | 1–1 | 3–2 | 2–0 | 5–1 | 0–0 | 2–0 | 2–1 | —   | 3–0 |
| Zvijezda               | 1–0 | 1–0 | 4–1 | 2–1 | 0–2 | 1–0 | 0–0 | 0–0 | 2–0 | 0–0 | 2–0 | 1–2 | 1–3 | 0–1 | 0–3 | —   |

## Máximos Goleadores
| Posc. | Jugador            | Club                 | Goles |
| ----- | ------------------ | -------------------- | ----- |
| 1.    | Wagner Santos Lago | Široki Brijeg        | 18    |
| 2.    | Armin Hodžić       | Željezničar Sarajevo | 13    |
| 3.    | Ivan Crnov         | Zrinjski Mostar      | 10    |
| 3.    | Nikola Komazec     | Sarajevo             | 10    |
| 3.    | Marko Obradović    | Radnik Bijeljina     | 10    |
| 3.    | Jovica Stokić      | Borac                | 10    |